# El Encino, Michoacán de Ocampo
El Encino är en ort i Mexiko.   Den ligger i kommunen Contepec och delstaten Michoacán de Ocampo, i den sydöstra delen av landet, 120 km väster om huvudstaden Mexico City. El Encino ligger 2 333 meter över havet och antalet invånare är 580.
Terrängen runt El Encino är kuperad åt sydost, men åt nordväst är den platt. Runt El Encino är det ganska tätbefolkat, med 96 invånare per kvadratkilometer. Närmaste större samhälle är Temascalcingo de José María Velazco, 17,2 km öster om El Encino. Trakten runt El Encino består till största delen av jordbruksmark.